# Giochi senza frontiere
(frase detta in francese da Gennaro Olivieri e Guido Pancaldi per la partenza dei concorrenti)
Giochi senza frontiere (in francese Jeux sans frontières, in sigla JSF) è stato un programma televisivo internazionale dove i Paesi in gara, rappresentati in ogni puntata da una città diversa, si sfidavano in prove a squadre di abilità fisica e quesiti a tema europeo: prodotto dall'Unione europea di radiodiffusione (UER) è andato in onda dal 1965 al 1982 e dal 1988 al 1999. 
Derivato dal programma francese Intervilles, a sua volta ispirato all'italiano Campanile sera, veniva trasmesso in diretta dalle emittenti nazionali con lo stesso titolo tradotto fedelmente nelle rispettiva lingua, tranne che nel Regno Unito, dove si chiamava It's a Knockout (nome anche del “Campanile sera” locale).

## Storia
L'idea del programma fu del presidente francese Charles de Gaulle, che voleva che i giovani francesi e tedeschi si incontrassero in un torneo di giochi allo scopo di rafforzare l'amicizia tra Francia e Germania. Nel 1965, tre francesi (Pedro Brime, Claude Savarit e Jean-Louis Marest) proposero l'idea dei giochi anche ad altri paesi europei.
La prima edizione andò in onda nel 1965 e poi ogni estate ininterrottamente fino al 1982; dopo una sospensione di alcuni anni, il programma riprese nel 1988 e andò avanti fino al 1999. Essi erano una sorta di olimpiadi dove ogni nazione partecipante era rappresentata, in ogni puntata, da una diversa città o (più spesso) cittadina che sfidava in prove molto divertenti e bizzarre le città delle altre nazioni. In quasi tutte le edizioni ciascuna puntata veniva ospitata in una delle città partecipanti alla puntata stessa; nelle ultime quattro edizioni i giochi furono disputati in un'unica sede. Alla prima edizione parteciparono Belgio, Francia, Germania Ovest e Italia, e nel corso degli anni si avvicendarono in totale 20 nazioni. L'Italia è stata l'unica nazione che ha partecipato a tutte le edizioni estive della manifestazione, inizialmente limitata a Paesi del Mercato europeo comune, Regno Unito e Svizzera. Alcuni Stati usciti successivamente dal torneo vennero sostituiti da altri Paesi.
Dal 1966 al 1982 gli arbitri ufficiali furono gli svizzeri Gennaro Olivieri e Guido Pancaldi. Alla ripresa vi fu il belga Denis Pettiaux (già concorrente nel 1981 e 1988) affiancato prima da Bernard Galley poi da Carlo Pegoraro.
In Italia il programma venne trasmesso, dall'inizio fino al 1982 (anno in cui terminò la prima serie), sulla seconda rete Rai; dal 1971 al 1977 venne condotto da Giulio Marchetti e Rosanna Vaudetti e trasmesso a colori già dal 1973, nonostante la Rai non avesse ancora adottato ufficialmente il colore; con l'inizio del secondo ciclo, nel 1988, venne trasmesso su Rai 1.
L'Italia ha vinto 4 volte: nel 1970, 1978, 1991 e 1999.
Vennero disputate anche venti edizioni invernali, chiamate Giochi sotto l'albero e Questa pazza pazza neve.
Il successo di Giochi senza frontiere superò qualsiasi previsione e risultò travolgente in tutta Europa. La puntata andata in onda da Caslano il 1º luglio 1976, con oltre cento milioni di telespettatori, registrò il record d'ascolto dell'intera storia dei Giochi diffusi in Eurovisione. Anche con la ripresa del 1988 il programma ebbe un notevole successo, nonostante il periodo estivo.
| Paese          | Anni di partecipazione                     | Edizioni        | Vittorie |
| -------------- | ------------------------------------------ | --------------- | -------- |
| Belgio         | 1965-1982, 1988-1989                       | 20              | 2        |
| Germania Ovest | 1965-1980                                  | 16              | 6        |
| Francia        | 1965-1968, 1970-1982, 1988-1992, 1997-1999 | 25              | 3        |
| Italia         | 1965-1982, 1988-1999                       | 30              | 4        |
| Svizzera       | 1967-1982, 1992-1999                       | 24              | 2        |
| Regno Unito    | 1967-1982                                  | 16              | 4        |
| Paesi Bassi    | 1970-1977, 1997-1998                       | 10              | 0        |
| Liechtenstein  | 1976                                       | 1 (una puntata) | 0        |
| Jugoslavia     | 1978-1982, 1990                            | 6               | 0        |
| Portogallo     | 1979-1982, 1988-1998                       | 15              | 5        |
| Spagna         | 1988, 1990-1992                            | 4               | 1        |
| San Marino     | 1989-1991                                  | 3               | 0        |
| Galles         | 1991-1994                                  | 4               | 0        |
| Tunisia        | 1992                                       | 1               | 0        |
| Cecoslovacchia | 1992 (ma con sole città ceche)             | 1               | 1        |
| Rep. Ceca      | 1993-1995                                  | 3               | 2        |
| Grecia         | 1993-1999                                  | 7               | 0        |
| Ungheria       | 1993-1999                                  | 7               | 3        |
| Slovenia       | 1994, 1996-1997, 1999                      | 4               | 0        |
| Malta          | 1994-1995                                  | 2               | 0        |

## Formula
Il programma, allestito prevalentemente in grandi spazi aperti, consisteva in una serie di prove para-sportive che le nazioni dovevano affrontare per guadagnare punti. In particolare erano sei prove a puntata, da disputare in scenografie e impianti giganteschi, costruiti di volta in volta (in Italia da Armando Nobili), sempre più spettacolari e fantasiosi negli anni, come anche i costumi, e ispirati alla località ospitante e al tema della serata, con l'acqua come mezzo o ambiente ricorrente (vasche, getti, piscine vere e proprie ecc.). Alle squadre - composte da quattro uomini, quattro donne, un capitano e un allenatore - era perciò richiesta una certa preparazione fisica, se non atletica.
Nelle prove in cui le nazioni si sentivano più forti potevano giocare (in molte edizioni) il jolly, che faceva raddoppiare il punteggio totalizzato, mentre, a turno, saltavano una prova per giocare (se presente) il fil rouge, una prova speciale che ogni squadra doveva affrontare individualmente. Nella seconda serie, il gioco finale prevedeva punteggi raddoppiati. Nel 1988, 1989 e 1994 fu introdotta la "scommessa": la squadra che non giocava puntava su un'altra, ottenendo così gli stessi suoi punti.

## Altre caratteristiche
Fino al 1995 la trasmissione è stata itinerante: in ogni edizione, ciascuna puntata veniva ospitata a rotazione da ognuna delle diverse nazioni partecipanti, cosicché di puntata in puntata i Giochi si svolgevano sempre in scenari diversi. Durante la seconda serie, la prima puntata di ogni edizione si tenne sempre in Italia, tranne il 1994 quando si partì dal Portogallo. Dal 1996 si è optato per una sede fissa: Torino nel 1996, Budapest nel 1997 (con finale però a Lisbona), Trento nel 1998, Isola di Capo Rizzuto nel 1999. Alla puntata finale di ogni edizione accedevano le squadre che per ciascuna nazione avevano ottenuto i risultati migliori nel corso delle puntate "eliminatorie", indipendentemente dai punteggi. Ogni nazione era indicata con la rispettiva sigla automobilistica internazionale.

## Copertura televisiva
Essendo un programma dell'Unione europea di radiodiffusione (UER), era introdotto dal Te Deum  di Charpentier e trasmesso dalle TV aderenti all'Eurovisione. Come detto, l'Italia trasmise la prima edizione su Rai 2 e la seconda su Rai 1. In Svizzera, dal 1967 al 1982, il programma veniva trasmesso contemporaneamente dai tre canali televisivi dell'emittente pubblica SRG SSR, oppure solo dalla francofona TSR o solo dall'italofona TSI; nel 1992 il ritorno fu opera di TSR, affiancata l'anno successivo da TSI (nella sigla unificata del Te Deum di tale anno compariva l'acronimo comune SSR, e nei titoli di coda quelli delle due unità aziendali). La TV della Svizzera italiana rimase in seguito l'unica a trasmettere il programma fino al 1999, con la conseguente partecipazione, almeno dal 1994, di località della sola area italofona. Il Belgio partecipò ininterrottamente dalla prima edizione con entrambe le sue TV pubbliche, la vallona RTBF e la fiamminga BRT, per poi chiudere con la sola TV francofona.
Alla ripresa negli anni novanta, il Regno Unito (con la BBC) non prese più parte, ma partecipò per un breve periodo il Galles con S4C, e come sigla della nazione appariva GB. Nei Paesi Bassi invece li trasmise NCRV/NOS nella prima serie, quindi il breve ritorno nella seconda fu opera di TROS/NOS. Nel 1992 la Cecoslovacchia unita, che debuttò nell'ultima edizione invernale, li trasmise su ČST, ma partecipavano solo città ceche, cosa confermata dopo la pacifica dissoluzione del paese, quando ČT divenne TV di Stato della Repubblica Ceca. Dopo lo scioglimento dell'ORTF nel 1975, la Francia trasmise i giochi su Antenne 2, l'antesignana di France 2 (che tornò a partecipare dal 1997 al 1999). La Spagna trasmise le edizioni a cui ha partecipato su TVE 1 e il Portogallo su RTP1. Per 6 edizioni fu presente la Jugoslavia con JRT, poi ritiratasi causa guerra: delle repubbliche nate dopo la scissione partecipò quattro volte RTV Slovenija.
Nella prima serie, ogni paese trasmetteva la propria sigla dell'Eurovisione. Nella seconda serie ogni stagione ebbe un'unica sigla grafica, con il logo EBU-UER e quelli delle TV partecipanti, con varie versioni del celebre attacco.

## La lunga assenza dei Giochi

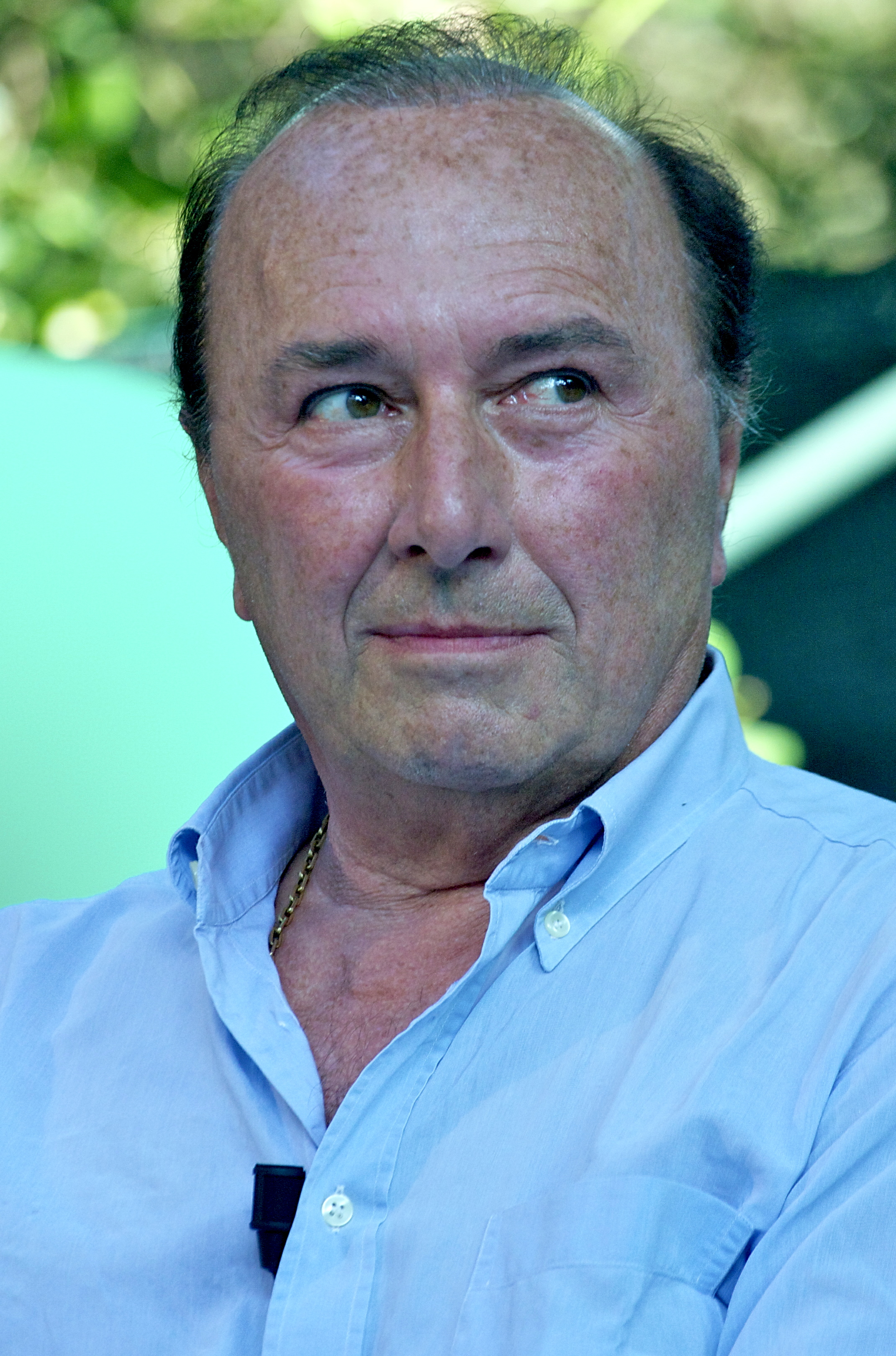
Ettore Andenna, storico presentatore del programma prima nel 1978 e poi dal 1991 al 1996

L'assenza dei Giochi dai palinsesti televisivi europei successivamente alla seconda chiusura del programma nel 1999 aveva causato non poche proteste. In un'intervista del 2005 Ettore Andenna, storico conduttore per l'Italia con all'attivo 103 puntate, ha dichiarato: «La Rai ha ricevuto in una sola estate, l'anno dopo che erano finiti i Giochi Senza Frontiere, ben 7.000 lettere di telespettatori che rivolevano i giochi; e la Grecia, la Svizzera e la Slovenia vorrebbero ripartire». Ed effettivamente nel 2001 il programma sembrava sul punto di tornare dato che sei nazioni erano disposte a partecipare (anche l'Italia, sebbene con lo spostamento della programmazione da Rai 1 a Rai 3), e avrebbero debuttato Romania e Israele, ma poi il progetto non si realizzò.
Anche all'estero l'assenza si è fatta sentire: in Slovenia, l'interesse per i Giochi è stato tale che RTVSLO, mandando in replica le registrazioni dei Giochi degli anni passati, ha realizzato alti picchi di ascolti; in Portogallo il canale pubblico RTP Memória manda in replica le varie puntate.
Il 20 luglio 2006, l'UER comunicò l'intenzione di riprendere le trasmissioni dei Giochi dopo un'assenza che durava dal 1999, grazie a un accordo con la società di produzione Mistral: tuttavia alcuni problemi (in particolare di carattere finanziario) hanno bloccato l'edizione 2007.
Per la nuova edizione si parlava di otto puntate più quella finale: ogni puntata si sarebbe dovuta comporre di cinque giochi, più il classico fil rouge e che le squadre avrebbero potuto utilizzare un jolly ciascuna. L'Italia, unica nazione sempre presente nell'edizione estiva, era disponibile alla partecipazione (e secondo indiscrezioni avrebbe indossato il colore bianco come nelle ultime edizioni), e un interessamento pare vi fosse anche da San Marino, appoggiata stavolta da SMRTV, e della croata HRT. Inoltre due comuni, Rosolina e Catania, avevano scritto alla Rai proponendosi come città ospitante nel caso la UER optasse per la sede fissa in Italia come in tre delle ultime quattro edizioni.
Il 27 dicembre 2007 il programma della Rai La storia siamo noi trasmette una puntata dedicata a JSF, replicata più volte, dove molti ricordano tale avventura.
Il 29 settembre 2009 parte della trasmissione televisiva Tutti pazzi per la tele condotta da Antonella Clerici è stata dedicata a JSF; hanno partecipato Ettore Andenna, Rosanna Vaudetti e Guido Pancaldi.
A dicembre 2014 l'UER nella pianificazione strategica 2017-2020 inserì anche un nuovo format basato proprio sui famosi Giochi Senza Frontiere, denominato Eurovision Super Games, nuovo tentativo di rivisitazione del programma TV andato in onda fino al 1999, su cui si raccolsero, dopo il sì dell'Italia, le adesioni da parte dei principali Paesi europei (in particolare Francia, Germania, Spagna e Regno Unito) per un lancio previsto per il 2018 o gli anni a seguire. Tuttavia, nonostante 12 Paesi avessero aderito e fossero coinvolti nella sua realizzazione, a causa delle mancate garanzie finanziarie, l'UER nel giugno 2017 comunicò la rinuncia al progetto.

### Revival del 2019
Nel 2019 fu annunciata una duplice rivisitazione dei Giochi senza frontiere. Una prima versione fu anticipata il 18 giugno, durante la conferenza stampa annuale del gruppo televisivo France Télévisions; questa versione avrebbe dovuto essere prodotta nel 2020 da Banijay e trasmessa su France 2 con conduttore Nagui. Tuttavia già a dicembre dello stesso anno fu reso noto che, anziché Giochi Senza Frontiere, sarebbe stata riproposta Intervilles.
La versione italiana consistette invece nel nuovo programma Eurogames, tratto dal format di Giochi senza frontiere, che fu trasmesso su Canale 5 e fu condotto da Ilary Blasi e Alvin. Il programma venne registrato per un totale di sei puntate (cinque più la finale) nel parco divertimenti di Cinecittà World a Roma in cui è stato allestito il set di tutti i giochi, che occupava 8000 m². Ha visto la partecipazione di squadre provenienti da sei nazioni: Italia, Spagna, Germania, Grecia, Polonia e Russia.

## Puntate ed edizioni speciali
Il 26 dicembre 1990 si svolse a Macao, allora colonia portoghese (unita alla Cina nel 1999), una puntata speciale dei Giochi: la città infatti, da oltre 400 anni legata al Paese lusitano, rivendicava il proprio diritto ad organizzare una puntata. Ettore Andenna e Feliciana Iaccio presentano la puntata per l'edizione italiana; in quest'occasione partecipano:
- Jaca
- Traù
- San Marino
- Bergamo
- Guimarães
- Macao

La puntata venne vinta a pari merito da Bergamo e Traù con 46 punti; seguirono, ancora a pari merito per il terzo posto, San Marino e Guimarães con 34 punti, Jaca con 30 ed ultima Macao, organizzatrice dei Giochi, con soli 20 punti.
Oltre a questa si sono spesso organizzate puntate speciali per ricordare qualcosa che avesse a che vedere con la trasmissione.
Inoltre dagli anni settanta agli anni novanta si sono svolte venti edizioni invernali di JSF (14 come Giochi sotto l'albero, 6 come Questa pazza pazza neve) le quali erano ovviamente ambientate in località montane; l'ultima è del 1991-1992 in 6 puntate con Italia, Francia, Svizzera (francofona), e Cecoslovacchia (ma con soli paesi della parte ceca): vinse la ceca Nové Město na Moravě.

## La formazione di un'unità europea
La trasmissione ha sempre avuto un carattere ludico di programma di intrattenimento. Aveva, però, anche l'ambizione di avvicinare i popoli del continente europeo. Curiosamente, negli anni novanta le squadre partecipanti erano tra le altre quelle di Malta, Ungheria, Repubblica Ceca e Slovenia; Paesi successivamente entrati nell'Unione europea.
È molto significativo che quando, su proposta di Ettore Andenna, divenuto europarlamentare, il Parlamento europeo ha emanato una direttiva comunitaria sulla televisione, ha dato come titolo Televisione senza frontiere, chiaro calco del titolo della trasmissione che aveva condotto una prima volta nel 1978, per poi tornarvi stabilmente dalla puntata speciale di Macao del 1990 al 1996.

## Conduttori
| Nazione        | Conduttori (in ordine cronologico) |
| -------------- | --- |
| Belgio         | 1965-1981: Paule Herreman, Jean-Claude Menessier, Michel Lemaire, Jacques Careuil (RTBF); Jan Theys, Willy Dalabastita, Mike Verdrengh, Marc Van Poucke, Regine Clauwaert, Ann Michel, Linda Lepomme, Walter Capiau (BRT) 1982: Paule Herreman (RTBF); Mike Verdrengh (BRT) 1988-1989: Sylvie Rigot, Thierry Tinlot |
| Cecoslovacchia | 1991 (edizione invernale): Martina Adamcová, Martin Dejdar 1992: Martina Adamcová, Pavel Zedniček |
| Francia        | 1965-1968: Guy Lux 1970-1982: Guy Lux, Claude Savarit, Simone Garnier 1988-1989: Fabrice, Marie-Ange Nardi 1990: Georges Beller, Marie-Ange Nardi 1991-1992: Georges Beller, Daniela Lumbroso 1997: Olivier Minne, Jean Riffel 1998: Jean-Luc Reichmann, Christelle Ballestrero 1999: Nelson Monfort, Fabienne Egal |
| Galles         | 1991-1993: Nia Chiswell, Iestyn Garlick 1994: Nia Chiswell, Iestyn Garlick, Johnny Tudor |
| Germania Ovest | 1965-1980: Armin Dalh, Frank Elstner, Camillo Felgen, Erhardt Keller, Manfred Erdenberger, Hartmut Bruehl, Marie-Louise Steinbauer, Brigitte Martz, Karl-Heinz Wocker, Heribert Fassbender |
| Grecia         | 1993: Dafne Bokota, Vera Stratakou, Angela Gerekou, Georgios Tsidimis 1994-1995: Dafne Bokota, Filippos Sofianos 1996: Dafne Bokota, Kostas Sgontzos 1997: Dafne Bokota, Kostas Sgontzos 1998-1999: Kostas Sgontzos |
| Italia         | Giochi senza frontiere 1965-1966: Enzo Tortora, Giulio Marchetti 1967-1968: Enzo Tortora, Giulio Marchetti, Renata Mauro 1969-1970: Giulio Marchetti, Renata Mauro 1971-1977: Giulio Marchetti, Rosanna Vaudetti 1978: Ettore Andenna, Milly Carlucci 1979-1981: Michele Gammino, Milly Carlucci 1982: Michele Gammino, Simona Izzo 1988: Claudio Lippi 1989: Claudio Lippi, Feliciana Iaccio, Paola Bulbarelli 1990: Claudio Lippi, Feliciana Iaccio 1991: Ettore Andenna, Feliciana Iaccio 1992-1993: Ettore Andenna, Maria Teresa Ruta 1994: Ettore Andenna, Monica Casti 1995: Ettore Andenna, Simona Tagli 1996: Ettore Andenna 1997: Maria Teresa Ruta, Antonello Dose, Marco Presta 1998-1999: Mauro Serio, Flavia Fortunato Giochi sotto l'albero 1971-1975: Rosanna Vaudetti, Giulio Marchetti 1976: Claudio Lippi, Barbara Marchand 1977: Ettore Andenna, Barbara Marchand 1978: Beppe Viola, Barbara Marchand 1979-1981: Claudio Lippi 1989: Claudio Lippi, Feliciana Iaccio Questa pazza pazza neve 1977-1978: Ettore Andenna, Barbara Marchand 1979: Claudio Lippi, Cecilia Bonocore 1980: Claudio Lippi, Sabina Ciuffini 1981: Claudio Lippi, Patricia Pilchard 1991-1992: Ettore Andenna, Maria Teresa Ruta |

| Nazione     | Conduttori (in ordine cronologico) |
| ----------- | --- |
| Malta       | 1994: John Demanuele, Stephanie Spiteri 1995: John Demanuele, Charles Saliba, Louise Tedesco |
| Paesi Bassi | 1970-1977: Dick Passchier, Dik Bikker, Barend Barendse 1978 (edizione invernale): Dick Passchier, Barend Barendse 1979-1981 (edizione invernale): Dick Passchier 1997: Jack Van Gelder 1998: Ron Boszhard |
| Portogallo  | 1979: Eládio Clímaco, Maria Margarida Gaspar, Fialho Gouveia 1980: Eládio Clímaco, Fialho Gouveia 1981: Eládio Clímaco, Alice Cruz 1982: Eládio Clímaco, Alice Cruz, Maria João Carreira 1982 (edizione invernale): Eládio Clímaco e Ivone Ferreira 1988: Eládio Clímaco, Ivone Ferreira, Fialho Gouveia 1989: Eládio Clímaco, Ana do Carmo, Ana Zanatti 1990-1991: Eládio Clímaco, Ana do Carmo 1992: Eládio Clímaco, Ana do Carmo, Conceição Cabral 1993-1994: Eládio Clímaco e Cristina Lebre 1995: Eládio Clímaco, Anabela Mota Ribeiro, Luis de Matos 1996: Eládio Clímaco 1997: Ana do Carmo, Eládio Clímaco 1998: Maria João Silveira |
| Rep. Ceca   | 1993: Marcela Augustová, Petr Vichnar 1994: Marcela Augustová, Ota Jirak, Rudolf Papezik 1995: Barbora Kroužková, Petr Vichnar |
| Regno Unito | 1967: David Vine, McDonald Hobley 1968: David Vine, Katie Boyle 1969-1971: David Vine, Eddie Waring 1972-1981: Stuart Hall, Eddie Waring 1982: Stuart Hall, Brian Cant 1982 (edizione invernale): Vince Hill |
| San Marino  | 1989-1990: Laura Fabbri 1990 (Macao)-1991: Silvia Battazza |
| Slovenia    | 1994: Mario Galunič, Eva Longyka, Gregor Krajc, Špela Trefalt 1996: Gregor Krajc 1997: Eva Longyka 1999: Mojca Mavec |
| Spagna      | 1988: Ignacio Salas, Guillermo Summers, Carmen Otero 1990: Daniel Vindel, Carmen Otero 1991: Daniel Vindel, Isabel Gemio 1992: Cesar Heinrych, Elisa Matilla |
| Svizzera    | 1967-1982: Georges Kleinmann, Claude Evelyne, Jacques Huwyler, Elisabeth Brindisi (TSR); Jan Hiermeyer, Dorothea Furrer, Heidi Abel, Rosemarie Pfulger (SRG); Tiziano Colotti, Ezio Guidi, Enzo Tortora, Mascia Cantoni (TSI) 1991 (edizione invernale): Olivier Grandjean 1992: Catherine Sommer, Ivan Fresard (TSR) 1993: Catherine Sommer, Ivan Fresard (TSR); Caterina Ruggeri, Paolo Calissano (TSI) 1994: Caterina Ruggeri, Paolo Calissano (TSI) 1995-1998: Caterina Ruggeri (TSI) 1999: Matteo Pelli (TSI) |
| Tunisia     | 1992: Georges Beller, Daniela Lumbroso |
| Ungheria    | 1993: Dorottya Geszler, Istvas Vago 1994: Gábor Gundel Takács, Dorottya Geszler 1995: Gábor Gundel Takács, Dorottya Geszler, Erika Balogh 1996: Csaba Marton, Beatrix Farkas, Gábor Gundel Takács 1997-1999: Gábor Gundel Takács, Maria Borbás |
| Jugoslavia  | 1978-1979: Dragan Nikitović, Dunja Lango, Minja Subota 1980: Bruno Alesio, Dunja Lango, Mito Trefalt 1981: Dunja Figenvald, Mersiha Čolaković, Minja Subota 1982: Dunja Figenvald, Minja Subota 1990: Jovan Pavliček e Duška Markotić 1990 (Macao): Mladen Popović |

## Ascolti TV
| Edizione | Data           | Telespettatori | Share  |
| -------- | -------------- | -------------- | ------ |
| 27ª      | 3 agosto 1996  | 2 967 000      | 21,40% |
| 30ª      | 31 luglio 1999 | 2 754 000      | 18,36% |
| 30ª      | 17 agosto 1999 | 2 805 000      | 19,54% |

## Opere derivate
Il celebre brano di Peter Gabriel Games without Frontiers, pubblicato sul suo album Peter Gabriel del 1980, reinterpreta Giochi senza frontiere come metafora dello sciovinismo nazionalista.
Ocean Software pubblicò nel 1986 il videogioco It's a Knockout, ispirato ufficialmente alla versione britannica del programma.